# AT-L
AT-L（ロシア語: Артиллерийский Тягач, Лёгкий (АТ-Л)「軽砲兵トラクター」の意）は、1940年代にソビエト連邦で開発された装軌式砲兵トラクターである。

## 概要
AT-Lは1947年にハリコフトラクター工場で開発され、6トンの牽引力と2トンの積載能力を持っている。AT-Lは口径122mm・152mmの榴弾砲、160mm・240mmの重迫撃砲の牽引に使用された。
AT-Lの車体コンポーネントは既存の軍用トラックやトラクター、装甲戦闘車両などから流用されている。運転台部分はZiS-150あるいはZIL-164のものを使用しており、走行装置は片側6個の転輪と3個のリターンローラー（上部転輪）で構成されている。
1950年代半ばには改良型のAT-LMが開発された。この車両は走行装置（転輪類）とステアリング装置が改良されている。外見上の違いは片側6個の転輪がややサイズの大きい5個の転輪に変わり、上部転輪が廃止されている点である。AT-LMの生産は1967年まで続けられた。
AT-LとAT-LMはソビエト連邦および影響下にあった国々で使用され、中東戦争においてはシリア軍やエジプト軍が使用した。これをイスラエル国防軍が鹵獲した車両がイスラエルのラトルン戦車博物館に展示されている。